# George Zucco
George Zucco (n. 11 ianuarie 1886, Manchester, Regatul Unit al Marii Britanii și Irlandei – d. 27 mai 1960, Hollywood, California, SUA) a fost un actor britanic care a apărut în piese de teatru și 96 de filme, majoritatea realizate în America, pe parcursul unei cariere de peste două decenii, din anii 1920 până în 1951. În filmele sale, el a jucat adesea roluri de răufăcător suav, un membru al nobilimii sau un doctor nebun.

## Filmografie
- Dreyfus (1931) - Cavaignac (film debut)
- There Goes the Bride (1932) - Prosecutor (nemenționat)
- The Midshipmaid (1932) - Lord Dore
- The Good Companions (1933) - Fauntley
- The Roof (1933) - James Renton
- The Man from Toronto (1933) - Squire
- Autumn Crocus (1934) - Reverend Mayne
- Something Always Happens (1934) - Proprietor of the Maison de Paris (nemenționat)
- The Lady Is Willing (1934) - Man from Reclamation Agent (nemenționat)
- What Happened Then? (1934) - Inspector Hull
- What's in a Name? (1934) - Foot
- Road House (1934) - Hotel Manager (nemenționat)
- Abdul the Damned (1935) - Officer of the Firing Squad
- It's a Bet (1935) - Convict (nemenționat)
- The Common Round (1936, Short) - Dr. Pyke
- The Man Who Could Work Miracles (1936) - The Colonel's Butler
- Sinner Take All (1936) - Bascomb
- After the Thin Man (1936) - Dr. Kammer
- Parnell (1937) - Sir Charles Russell
- Saratoga (1937) - Dr. Harmsworth Bierd
- London by Night (1937) - Inspector Jefferson
- Souls at Sea (1937) - Barton Woodley
- The Firefly (1937) - Secret Service Chief
- Madame X (1937) - Dr. LaFarge
- The Bride Wore Red (1937) - Count Armalia
- Conquest (1937) - Sen. Malachowski (nemenționat)
- Rosalie (1937) - General Maroff
- Arsène Lupin Returns (1938) - Prefect of Police
- Three Comrades (1938) - Dr. Plauten (nemenționat)
- Lord Jeff (1938) - James 'Jim' Hampstead
- Fast Company (1938) - Otto Brockler
- Marie Antoinette (1938) - Governor of Conciergerie (nemenționat)
- Vacation from Love (1938) - Dr. Waxton
- Suez (1938) - Prime Minister
- Arrest Bulldog Drummond (1938) - Rolf Alferson
- Charlie Chan in Honolulu (1938) - Dr. Cardigan
- Captain Fury (1939) - Arnold Trist
- The Magnificent Fraud (1939) - Dr. Luis Virgo
- The Adventures of Sherlock Holmes (1939) - Professor Moriarty
- Here I Am a Stranger (1939) - James K. Spaulding
- The Cat and the Canary (1939) - Lawyer Crosby
- The Hunchback of Notre Dame (1939) - Procurator
- New Moon (1940) - Vicomte Ribaud
- The Mummy's Hand (1940) - Andoheb
- Arise, My Love (1940) - Prison Governor
- Dark Streets of Cairo (1940) - Abbadi
- The Monster and the Girl (1941) - Dr. Parry
- Topper Returns (1941) - Dr. Jeris
- A Woman's Face (1941) - Defense Attorney
- International Lady (1941) - Webster
- Ellery Queen and the Murder Ring (1941) - Dr. Edwin L. Jannery
- My Favorite Blonde (1942) - Dr. Hugo Streger
- The Mad Monster (1942) - Dr. Cameron
- Halfway to Shanghai (1942) - Peter van Hoost
- Dr. Renault's Secret (1942) - Dr. Robert Renault
- The Mummy's Tomb (1942) - Andoheb
- The Black Swan (1942) - Lord Denby
- Dead Men Walk (1943) - Dr. Lloyd Clayton/Dr. Elwyn Clayton
- Sherlock Holmes in Washington (1943) - Stanley
- The Black Raven (1943) - Amos Bradford aka The Raven
- Holy Matrimony (1943) - Mr. Crepitude
- The Mad Ghoul (1943) - Dr. Alfred Morris
- Never a Dull Moment (1943) - Tony Rocco
- Voodoo Man (1944) - Nicholas
- The Mummy's Ghost (1944) - High Priest
- Return of the Ape Man (1944) - Ape Man (in some stills; it is not certain that he appears in any footage, however)
- The Seventh Cross (1944) - Fahrenburg
- Shadows in the Night (1944) - Frank Swift
- House of Frankenstein (1944) - Professor Bruno Lampini
- Fog Island (1945) - Leo Grainger
- Having Wonderful Crime (1945) - King aka The Great Movel
- Sudan (1945) - Horadef
- Midnight Manhunt (1945) - Jelke
- Week-End at the Waldorf (1945) - Bey of Aribajan
- Confidential Agent (1945) - Detective Geddes
- Hold That Blonde (1945) - Dr. Pavel Storasky
- The Flying Serpent (1946) - Prof. Andrew Forbes
- Scared to Death (1947) - Dr. Joseph Van Ee
- The Imperfect Lady (1947) - Mr. Mallam
- Moss Rose (1947) - Craxton - the butler
- Lured (1947) - Officer H. R. Barrett
- Desire Me (1947) - Father Donnard
- Where There's Life (1947) - Paul Stertorius
- Captain from Castile (1947) - Marquis De Carvajal
- Tarzan and the Mermaids (1948) - Palanth - The High Priest
- Who Killed Doc Robbin (1948) - Doc Hugo Robbin
- The Pirate (1948) - The Viceroy
- Secret Service Investigator (1948) - Otto Dagoff
- Joan of Arc (1948) - Constable of Clervaux
- The Secret Garden (1949) - Dr. Fortescue
- The Barkleys of Broadway (1949) - The Judge
- Madame Bovary (1949) - DuBocage
- Harbor of Lost Men (1950) - H.G. Danziger
- Let's Dance (1950) - Judge Mackenzie
- Flame of Stamboul (1951) - The Voice
- The First Legion (1951) - Father Robert Stuart
- David and Bathsheba (1951) - Egyptian Ambassador (ultimul rol de film) (nemenționat)